# Bruno Putzulu
Bruno Putzulu (Toutainville, 24 maggio 1967) è un attore francese.

## Biografia
Di origini sarde da parte di padre, Putzulu frequentò il Conservatoire national supérieur d'art dramatique e nel 1994 divenne membro della Comédie-Française. L'anno seguente ottenne il suo primo ruolo importante in un film, prendendo parte a L'esca di Bertrand Tavernier.
Negli anni successivi Putzulu lavorò in tutti gli ambiti della recitazione: cinema, televisione e teatro. Nel 2002 lasciò la Comédie-Française per alcuni contrasti, ma continuò ad essere attivo a teatro con altre compagnie.
Per il suo lavoro, Putzulu ha ottenuto due nomination al Premio César per la migliore promessa maschile: nel 1996 con il film Les aveux de l'innocent e nel 1999 con il film Petits désordres amoureux, riuscendo a vincerlo nella seconda occasione.

## Filmografia

### Cinema
- Emmène-moi, regia di Michel Spinosa (1994)
- L'esca (L'Appât), regia di Bertrand Tavernier (1995)
- Jefferson in Paris, regia di James Ivory (1995)
- Marie-Louise ou la Permission, regia di Manuel Flèche (1995)
- Mécaniques célestes, regia di Fina Torres (1995)
- Les aveux de l'innocent, regia di Jean-Pierre Améris (1996)
- Un héros très discret, regia di Jacques Audiard (1996)
- Petits désordres amoureux, regia di Olivier Péray (1998)
- Une minute de silence, regia di Florent Emilio Siri (1998)
- Perché no? (Pourquoi pas moi?), regia di Stéphane Giusti (1999)
- I passeggeri (Les Passagers), regia di Jean-Claude Guiguet (1999)
- Les Gens qui s'aiment, regia di Jean-Charles Tacchella (2000)
- Virilité, regia di Roman Girre (2000)
- De l'amour, regia di Jean-François Richet (2001)
- Éloge de l'amour, regia di Jean-Luc Godard (2001)
- (Entre nous), regia di Serge Lalou (2002)
- Irène, regia di Ivan Calbérac (2002)
- Lulu, regia di Jean-Henri Roger (2002)
- Lilly's Story, regia di Roviros Manthoulis (2002)
- Monsieur N., regia di Antoine de Caunes (2003)
- Père et fils, regia di Michel Boujenah (2003)
- Les Clefs de bagnole, regia di Laurent Baffie (2003)
- Dans le rouge du couchant, regia di Edgardo Cozarinsky (2003)
- La piccola Lola (Holy Lola), regia di Bertrand Tavernier (2004)
- Tout pour l'oseille, regia di Bertrand Van Effenterre (2004)
- Les gens honnêtes vivent en France, regia di Bob Decout (2004)
- Belhorizon, regia di Inès Rabadan (2005)
- Dans les cordes, regia di Magaly Richard-Serrano (2006)
- La fabrique des sentiments, regia di Jean-Marc Moutout (2008)
- Trésor, regia di Claude Berri e François Dupeyron (2009)
- Les insomniaques, regia di Jean-Pierre Mocky (2011)
- L'étoile du jour, regia di Sophie Blondy (2012)
- L'art de la fugue, regia di Brice Cauvin (2014)

### Televisione
- La famille Sapajou, regia di Élisabeth Rappeneau - film TV (1997)
- Georges Dandin, regia di Bernard Stora - film TV (1999)
- La tranchée des espoirs, regia di Jean-Louis Lorenzi - film TV (2003)
- La place de l'autre, regia di Roberto Garzelli - film TV (2003)
- Le temps meurtrier, regia di Philippe Monnier - film TV (2005)
- Un amour de fantôme, regia di Arnaud Sélignac - film TV (2006)
- Chez Maupassant - serie TV, un episodio (2006)
- Myster Mocky présente - serie TV, un episodio (2007)
- La vie à une, regia di Frédéric Auburtin - film TV (2008)
- Vénus et Apollon - serie TV, 3 episodi (2009)
- Au siècle de Maupassant: Contes et nouvelles du XIXème siècle - serie TV, un episodio (2009)
- Comme un mauvais souvenir, regia di André Chandelle - film TV (2009)
- L'âme du mal, regia di Jérôme Foulon - film TV (2011)
- Le Grand Restaurant II, regia di Gérard Pullicino - film TV (2011)
- Le Boeuf clandestin, regia di Gérard Jourd'hui - film TV (2013)
- Baisers cachés, regia di Didier Bivel - film TV (2016)
- Victor Hugo, ennemi d'État  - miniserie TV, 4 episodi (2018)

## Doppiatori italiani
- Giorgio Borghetti in L'esca
- Franco Mannella in La piccola Lola

## Premi e riconoscimenti
- Premi César
  - 1996: Migliore promessa maschile per Les aveux de l'innocent, di Jean-Pierre Améris - Nomination
  - 1999: Migliore promessa maschile per Petits désordres amoureux, di Olivier Péray - Vinto